# Coutts
Coutts & Co. è una delle Banche del Regno Unito che esercitano anche  attività di private banking e wealth management.
Coutts offre una vasta gamma di servizi, tra cui i servizi di consulenza, ma è principalmente nota per il private banking.
Si narra che i requisiti per essere accettati come clienti del private banking siano numerosi, e non siano solo legati alla rilevante liquidità finanziaria di cui necessariamente disporre (almeno 1 milione di sterline in depositi stando al sito web della banca).
È anche ordinariamente conosciuta come "la banca della Regina", perché molti ritengono sia la banca della famiglia reale inglese.

## Storia
In origine, ai tempi della fondazione, era conosciuta come Campbells Bank perché fu  costituita nel 1692 da un giovane scozzese orafo e banchiere, John Campbell di Lundie, in Scozia. Egli mise in piedi l'attività in via Strand, a Londra, al numero civico 59, sotto il vessillo svedese delle Tre Corone. Ancor oggi il logo Coutts ha le tre corone, e la sede centrale della banca è sempre in via Strand, seppure al numero 440, dove si trasferì nel 1904.
Il nome Coutts comparve originariamente nel 1755, quando fu rinominata Campbell & Coutts, ma solo nel 1775 cambiò nome definitivamente in Thomas Coutts & Co;  la banca ebbe un periodo di grande espansione dal 1840 in poi, anche se già nel 1837 Angela Burdett-Coutts era la donna più ricca della Gran Bretagna. Nel 1969 la banca si fuse con la National Westminster Bank.
Attualmente è interamente di proprietà della Royal Bank of Scotland (RBS), che ha acquisito Coutts insieme a tutte  le sue filiali estere quando ha acquistato nel 2000 NatWest.
Il 1 ° gennaio 2008 il braccio estero di Coutts è stata rinominato RBS Coutts.
Attualmente possiede 28 filiali in Inghilterra e numerose filiali estere, tra cui ricordiamo quelle di Monaco, Hong Kong, Montevideo, Singapore, Dubai, Jersey, Isle of Man e Cayman Islands.
A Londra, oltre alla sede storica, possiede filiali a Cadogan Place, Canary Wharf, St. Mary Axe, Cavendish Square, Fleet Street.
A fine maggio 2014 nel porto di Amburgo (Germania) in alcuni containers sono stati rinvenuti moltissimi documenti cartacei di una filiale delle isole Cayman della Coutts che sarebbero dovuti andare nella sede madre in Svizzera, per essere informatizzati. La magistratura tedesca, impegnata da un certo tempo nella lotta all'evasione fiscale, ha sequestrato tutti i documenti cartacei al fine di scovare gli evasori fiscali tedeschi che hanno avuto rapporti con Coutts. Pare che nell'ambito della mole immensa di carte siano stati rinvenuti anche alcuni documenti che riguardano il terrorista Osama bin Laden.